# Pseudantheraea discrepans
Pseudantheraea discrepans là một loài bướm đêm thuộc họ Saturniidae. Nó được tìm thấy ở Châu Phi, from the Bờ Biển Ngà to Uganda ở phía bắc and from Angola toCộng hòa Dân chủ Congo in the south.
Ấu trùng ăn Entandrophragma angolense. They feed gregariously.